# Liste der denkmalgeschützten Objekte in Gschwandt (bei Gmunden)
Die Liste der denkmalgeschützten Objekte in Gschwandt enthält die denkmalgeschützten, unbeweglichen Objekte der Gemeinde Gschwandt im oberösterreichischen Bezirk Gmunden.

## Denkmäler
| Foto |                 | Denkmal                                                                                    | Standort                                | Beschreibung | Metadaten |
| ---- | --------------- | ------------------------------------------------------------------------------------------ | --------------------------------------- | --- | --- |
| ja   | Datei hochladen | Gemeindeamt HERIS-ID: 100294 Objekt-ID: 116517                                             | Hauptstraße 2 Standort KG: Gschwandt    | | BDA-Hist.: Q37775791 Status: § 2a Stand der BDA-Liste: 2025-06-30 Name: Gemeindeamt GstNr.: .6                                                                                      |
| ja   | Datei hochladen | Kath. Pfarrkirche hl. Katharina und ehem. Friedhofsfläche HERIS-ID: 52164 Objekt-ID: 58493 | Hauptstraße 5 Standort KG: Gschwandt    | Die Pfarrkirche (hl. Katharina) ist urkundlich bereits 1345 erwähnt. Der heutige Bau ist spätgotisch um 1500. Die Kirche besitzt ein schönes Netzrippengewölbe, eine Variante der „Wechselberger Figuration“, verwandt mit Pinsdorf und Roitham. Der auf der Westseite befindliche Turm ist mit neuem Aufsatz und achtseitigem Spitzhelm ausgeführt. An das gotische, kielbogige Südtor schließt eine netzrippengewölbte Vorhalle an. Im Langhaus befindet sich eine spätgotische Statue hl. Sebastian um 1500, diese wird dem Kreis um Lienhart Astl zugerechnet. | BDA-Hist.: Q23541676 Status: § 2a Stand der BDA-Liste: 2025-06-30 Name: Kath. Pfarrkirche hl. Katharina und ehem. Friedhofsfläche GstNr.: .9/1 Pfarrkirche hl. Katharina, Gschwandt |
| ja   | Datei hochladen | Pfarrhof HERIS-ID: 52163 Objekt-ID: 58492                                                  | Hillingstraße 14 Standort KG: Gschwandt | | BDA-Hist.: Q38049549 Status: § 2a Stand der BDA-Liste: 2025-06-30 Name: Pfarrhof GstNr.: .175                                                                                       |